# Bărboieni
Bărboieni è un comune della Moldavia situato nel distretto di Nisporeni di 874 abitanti al censimento del 2004